# Mesnil-la-Comtesse
Mesnil-la-Comtesse ist eine französische Gemeinde mit 56 Einwohnern (Stand 1. Januar 2022) im Département Aube in der Region Grand Est. Sie gehört zum Arrondissement Troyes und zum Kanton Arcis-sur-Aube.

## Geografie
Die landwirtschaftlich geprägte Gemeinde liegt in der Champagne nahe der Autoroute A 26; auf halber Strecke zwischen Paris und Nancy.

## Bevölkerungsentwicklung
| Jahr      | 1962 | 1968 | 1975 | 1982 | 1990 | 1999 | 2008 | 2016 |
| Einwohner | 55   | 59   | 53   | 53   | 46   | 51   | 42   | 44   |

## Sehenswürdigkeiten
- Kirche Saint-Laurent